# 1971 en science
| Années de la science : 1968 - 1969 - 1970 - 1971 - 1972 - 1973 - 1974    |
| Décennies de la science : 1940 - 1950 - 1960 - 1970 - 1980 - 1990 - 2000 |

Cet article présente les faits marquants de l'année 1971 en science.

## Évènements
- 6 janvier : Fiat dépose un brevet pour le premier système ABS à contrôle électronique mis au point par l'ingénieur italien Mario Palazzetti[1].
- 15 janvier : inauguration du haut barrage d'Assouan sur le Nil en Égypte[2].
- 5 mars : selon Jason Morgan, les points chauds seraient alimentés par d'étroits panaches thermiques provenant de la limite noyau-manteau[3].

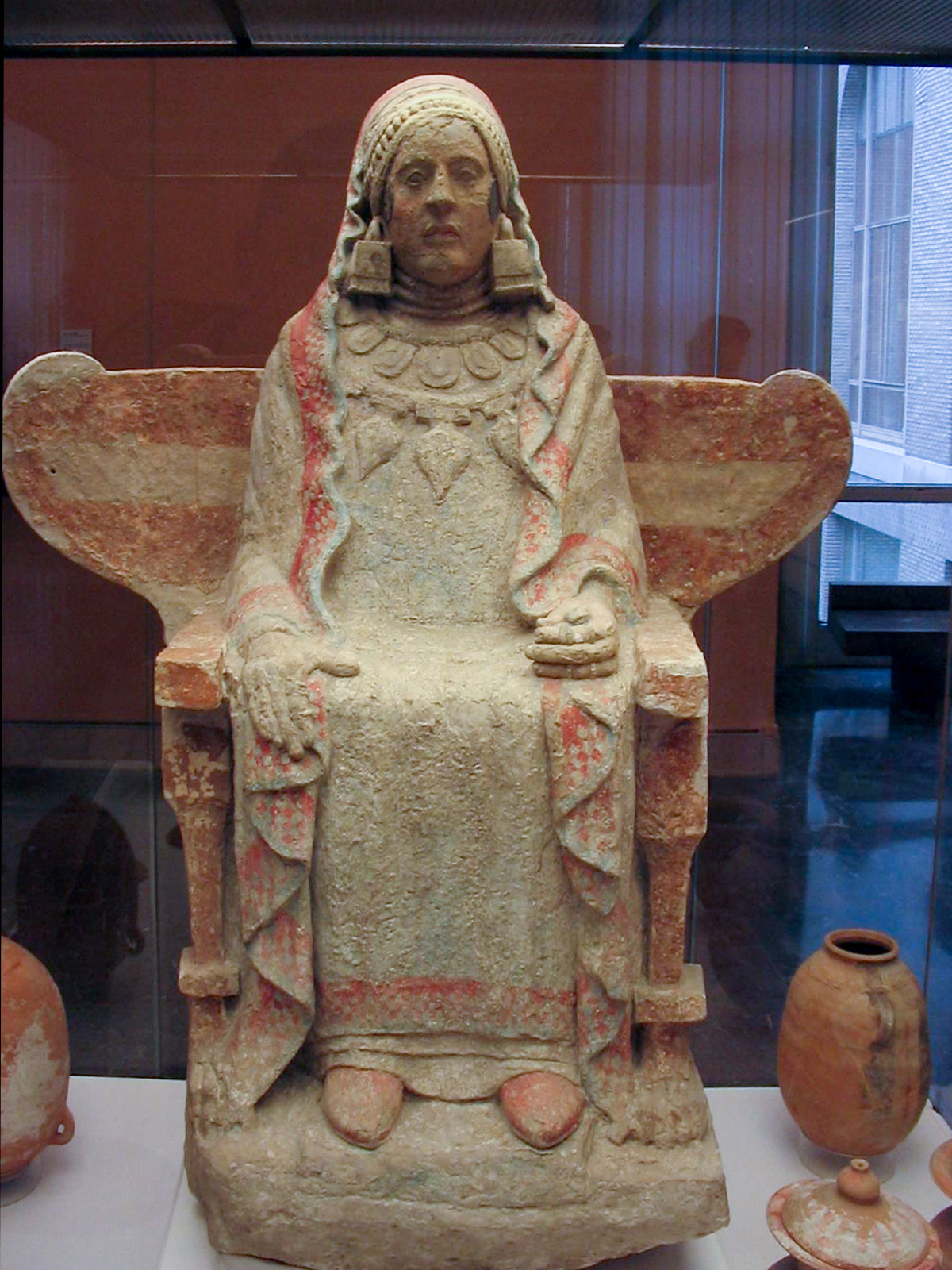
22 juillet : la Dame de Baza

- 22 juillet : découverte de la Dame de Baza, une statuette en pierre polychrome du IVe siècle av. J.-C., dans le Cerro del Santuario, nécropole de l'antique cité de Basti (Baza), dans la province de Grenade[4].

- 15 novembre : la firme Intel, fondée en 1968 par Robert Noyce et Gordon Moore, commercialise le 4004, son premier microprocesseur, qui ouvre la voie à la micro-informatique[5].
- 22 décembre : inauguration de la grande écluse du Havre[6], longue de 470 m, large de 67 et dont le volume est de 645 000 m3.

- Lip propose ses premiers prototypes de montre à quartz[7].

### Sciences physiques
- 19 avril : l'URSS lance sa 1re station orbitale « Saliout 1 »[8].

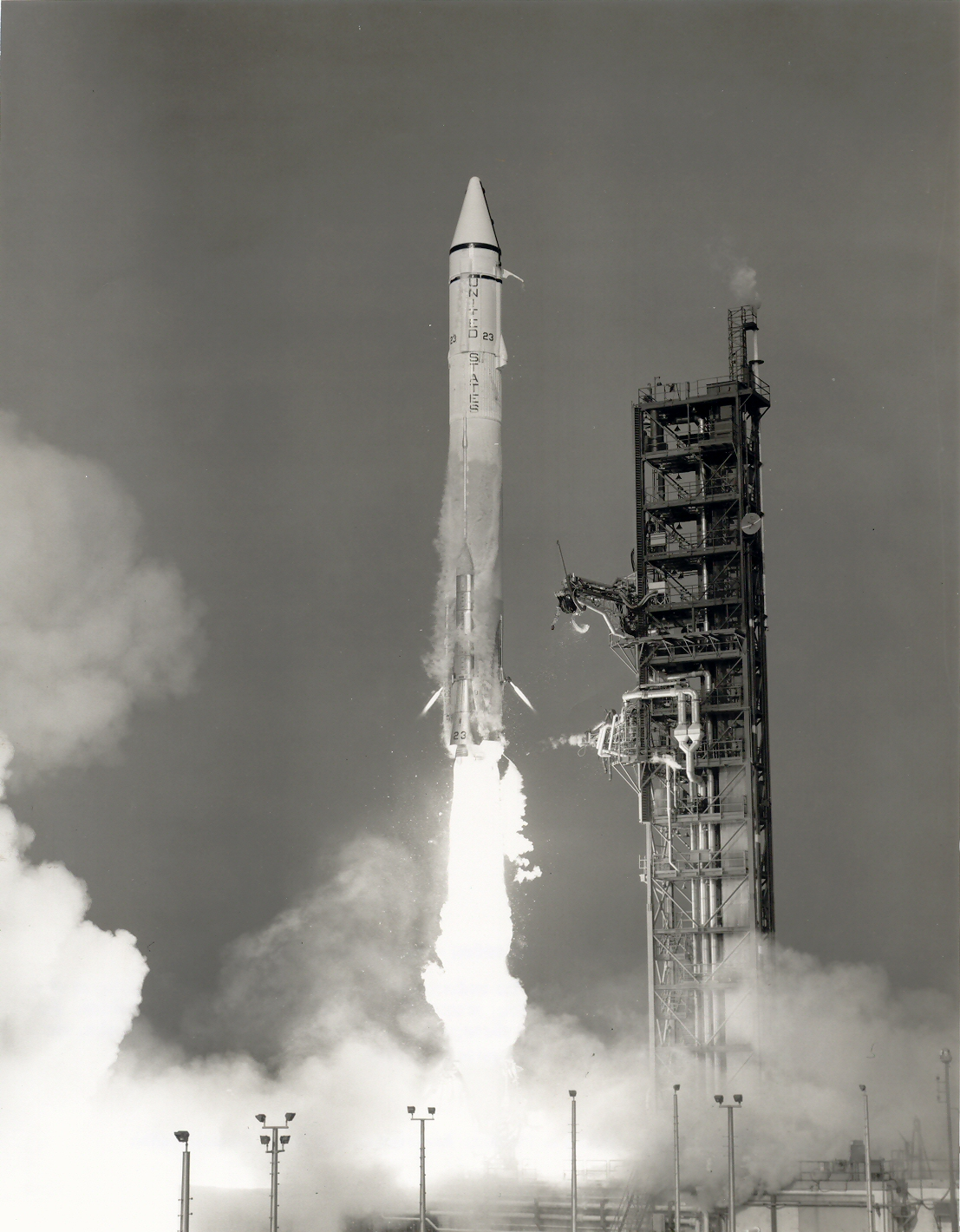
Lancement de la sonde Mariner 9 avec un lanceur Atlas.

- 30 mai : lancement de la sonde Mariner 9[8].
- 31 juillet : les astronautes américains de la mission Apollo 15 David Scott et James Irwin effectuent une excursion de six heures et demie sur la Lune à bord d'un véhicule spécial, le Lunar Roving Vehicle[9].
- 31 août : mise en service du réacteur à haut flux de l'Institut Laue-Langevin à Grenoble[10].
- 13 novembre : la sonde Mariner 9 atteint la planète Mars devenant le premier satellite artificiel d'une planète autre que la Terre[8].

- Louise Webster, Paul Murdin[11] et Charles Thomas Bolton[12] identifient Cygnus X-1 comme étant un trou noir.

## Publications
- Luigi Luca Cavalli-Sforza et W. F. Bodmer : The Genetics of Human Populations. W. H. Freeman, San Francisco, 1971 (réimprimé en 1999 par Dover Publications).

## Prix
- Prix Nobel
  - Physique : Dennis Gabor
  - Chimie : Gerhard Herzberg (canadien né en Allemagne)
  - Physiologie ou médecine : Earl W. Sutherland, Jr. (Américain)

- Prix Lasker
- Prix Albert-Lasker pour la recherche médicale fondamentale : Seymour Benzer, Sydney Brenner, Charles Yanofsky
- Prix Albert-Lasker pour la recherche médicale clinique : Edward D. Freis

- Médailles de la Royal Society
- Médaille Copley : Norman Pirie
- Médaille Davy : George Porter
- Médaille Hughes : Robert Hanbury Brown
- Médaille royale : Percy Edward Kent, Max Ferdinand Perutz, Gerhard Herzberg

- Médailles de la Geological Society of London
- Médaille Lyell : Percival Allen
- Médaille Murchison : Basil Charles King
- Médaille Wollaston : Ralph Alger Bagnold

- Prix Jules-Janssen (astronomie) : Jean Rösch
- Médaille Émile-Picard : Jean-Pierre Serre
- Prix Jecker : Guy Ourisson
- Prix Turing : John McCarthy
- Médaille Bruce (Astronomie) : Jesse Greenstein
- Médaille Linnéenne : Charles Russell Metcalfe et J. E. Smith
- Médaille d'or du CNRS : Bernard Halpern

## Naissances
- 22 janvier : Agata Ciabattoni, logicienne mathématique italienne.
- 29 avril : Antonia Terzi (morte en 2021), ingénieure italienne.

- 10 juin : Yanga R. Fernández, astronome américain.

- 6 juillet : Sera Markoff, astrophysicienne américaine.
- 9 juillet : Marc Andreessen, informaticien américain, fondateur de Netscape.
- 21 juillet : Luca Trevisan (mort en 2024), mathématicien et informaticien italien.
- 9 août : Roman Romanenko, cosmonaute soviétique.
- 30 août : K. Megan McArthur, astronaute américain.

- 25 septembre : Nicolas Gauvrit, psychologue et mathématicien français spécialisé en science cognitive.

- 16 octobre : Franck Cuesta, animateur de télévision, vétérinaire, herpétologue et activiste espagnol.
- 29 octobre : Daniel J. Bernstein, mathématicien cryptologue et informaticien américain d'origine allemande.
- Octobre : Jon Kleinberg, informaticien américain.
- 14 novembre : Nicolas Courtois, cryptologue polonais.

- Muriel Thomasset, physicienne française.

## Décès

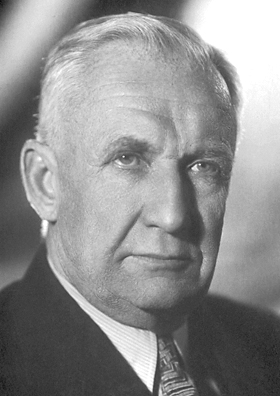
Igor Tamm

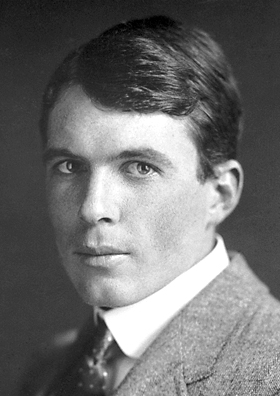
William Lawrence Bragg en 1915.

- 13 janvier : Arthur Stoll (né en 1887), chimiste suisse.
- 18 janvier : Woon Young Chun (né en 1890), botaniste chinois.
- 25 février : Theodor Svedberg (né en 1884), chimiste suédois.
- 11 mars :
  - Walter Bryan Emery (né en 1903), égyptologue anglais.
  - Philo Farnsworth (né en 1906), inventeur américain.

- 12 avril : Igor Tamm (né en 1895), physicien russe, prix Nobel de physique en 1958.
- 21 avril :  Charles Léopold Mayer (né en 1881), chimiste français.
- 25 avril : Jan Hendrik de Boer (né en 1899), physicien et chimiste néerlandais.
- 15 juin : Wendell Meredith Stanley (né en 1904), biochimiste et virologue américain.
- 18 juin : Paul Karrer (né en 1889), chimiste organicien suisse.
- 28 juin : Wilfrid Le Gros Clark (né en 1895), anatomiste et chirurgien britannique.
- 30 juin :
  - Gueorgui Dobrovolski (né en 1928), cosmonaute soviétique.
  - Viktor Patsaïev (né en 1933), cosmonaute soviétique.
  - Vladislav Volkov (né en 1935), cosmonaute soviétique.

- 1er juillet : William Lawrence Bragg (né en 1890), physicien britannique, prix Nobel de physique en 1915.
- 12 juillet : Giacomo Fauser (né en 1892), ingénieur et chimiste italien.
- 21 juillet : Yrjö Väisälä (né en 1891), astronome et physicien finlandais.

- 2 août : Paul D. Foote (né en 1888), physicien américain.

- 15 septembre : John Desmond Bernal (né en 1901), scientifique britannique.
- 16 septembre : Agnes Meyer Driscoll (née en 1889), cryptanalyste américaine.
- 19 septembre : William Foxwell Albright (né en 1891), archéologue américain.

- 3 octobre : Lester Germer (né en 1896), physicien américain.
- 19 octobre : Raymond de Saussure, (né en 1894), psychanalyste suisse.
- 29 octobre :
  - Siegfried Schott (né en 1897), égyptologue allemand.
  - Arne Tiselius (né en 1902), biochimiste suédois.

- 3 novembre : Grigori Beï-Bienko, entomologiste soviétique, (° 7 février 1903).
- 16 novembre : Lucien Chopard (né en 1885), entomologiste français.

- 4 décembre :
  - Ronald Sydney Nyholm (né en 1917), chimiste australien.
  - Bernard Bruyère (né en 1879), égyptologue français.
- 26 décembre : Joseph Helffrich (né en 1890), astronome allemand.
- 29 décembre : Claude Bloch (né en 1923), physicien français.
- 30 décembre : Vikram Sarabhai (né en 1919), physicien indien.